# Omo
Omo é uma marca de sabão em pó produzido pela multinacional Unilever. É vendido nos Estados Unidos, Irlanda, África do Sul, América Latina, Europa, entre outros. O Surf foi introduzido em 1959, depois que o Rinso (a marca anterior) havia declinado. As formulações de detergentes e o segmento de mercado variam de acordo com a região do mundo; em alguns países, a Unilever também comercializa o detergente Persil (mas em outros, o Persil é uma marca da Henkel). É o sabão em pó mais vendido no Brasil e na Turquia. No Brasil, detém cerca de 32% do mercado até 2019.

## História

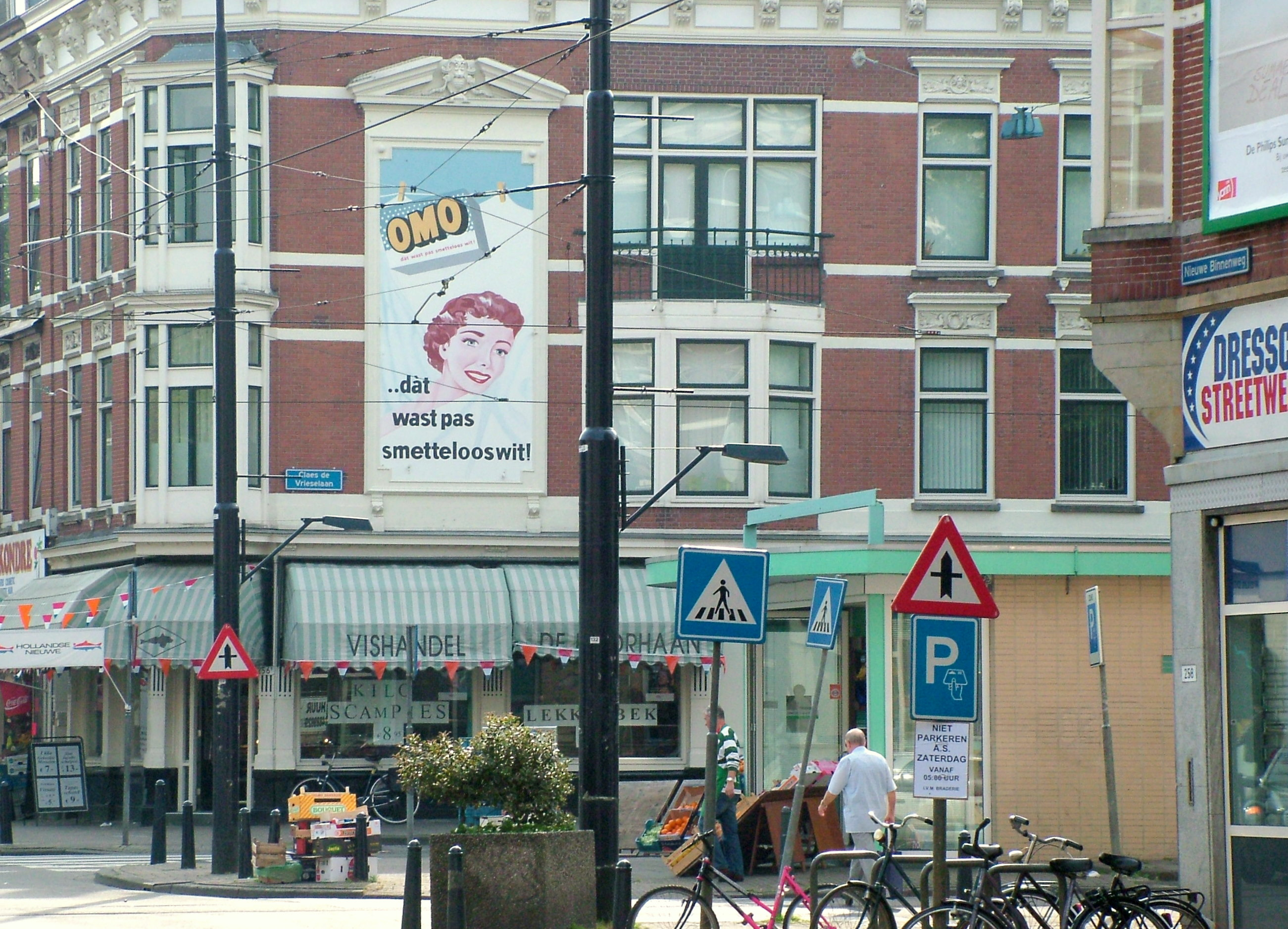
Publicidade de Omo em Roterdã.

O Omo como sabão em pó surgiu na Inglaterra em 1909. Porém, a marca já existia desde 1908 pela Lever Brothers (deu-se lugar para Unilever em 1930) que produzia um pó alvejante com o mesmo nome. O Omo era a abreviatura de "Old Mother Owl" ("Velha Mamãe Coruja"), e sua embalagem trazia a imagem de uma coruja com os olhos representados como os "O"s e o bico o "M". A versão de Omo em detergente em pó foi lançada anos mais tarde, em 1954.
Originalmente, era um detergente para roupas que continha um branqueador de oxigênio. Depois, foram adicionadas enzimas para retirada de manchas de proteínas e sangue. A temperatura da roupa tinha de ser superior a 85 graus para que funcionasse corretamente. Para poder lavar a uma temperatura mais baixa, mudou-se para TAED (tetra-acetil etileno diamina) que funciona a partir dos 40 graus.[carece de fontes?]

### Brasil
Foi uma das primeiras marcas de sabão em pó no Brasil, surgindo no mercado nacional depois da marca Rinso, também fabricado pela Unilever, que foi seu concorrente por muitos anos. Omo foi o primeiro sabão em pó na cor azul. Antes, havia o hábito de usar anil para realçar o branco das roupas. No Brasil surgiu em 1957, restrito apenas nas cidades de São Paulo e Rio de Janeiro. Naquela época, o acesso às máquinas de lavar era muito restrito, ficando limitado apenas a famílias urbanas de alta renda. O uso do sabão de pedra ainda era maioria, então, as donas de casa eram convidadas a assistir demonstrações do produto em seções de cinema feita por promotores da marca.
Atualmente são fabricadas, no Brasil, em média 1,6 milhão de embalagens/dia.
Antigamente, eram feitos comerciais com testes em público, depoimentos de donas de casa e crianças brincando. Havia variações como Omo Dupla Ação e Omo Total, sendo que esta última foi extinta e substituída pelo Omo Multiação que ficou no mercado por 25 anos, até 2019, quando foi substituída pelo Lavagem Perfeita.
A pesquisa Top of Mind, realizada anualmente pelo jornal Folha de S.Paulo, consagrou Omo como a marca mais lembrada em seu segmento e em todas as categorias de produto, desde 1991.
No Brasil o produto é fabricado na unidade de Indaiatuba, que também é a maior fábrica de detergente em pó do mundo, com produção anual de 700 mil toneladas.
A marca vende 1,6 milhão de embalagens de Omo por dia no Brasil (dados do ano 2009) e comercializa seus produtos em mais 28 países ao redor do mundo, com forte presença na Europa, América Latina e Ásia. O Omo é uma das marcas mais rentáveis e fortes da Unilever, faturando anualmente mais de US$ 3 bilhões.

## Variações
- Ala (Argentina, Bolívia e Paraguai)
- Biotex (Dinamarca)
- Breeze (Filipinas e Tailândia)
- Deja (Equador)
- Fab (Colômbia)
- Nevex (Uruguai)
- Persil (Austrália, Irlanda, Malásia, Nova Zelândia e Reino Unido)
- Rinso (Indonésia)
- Skip (Espanha, França, Grécia, Portugal)
- Surf Excel (Índia, Paquistão, Bangladesh e Sri Lanka)
- Via (Suécia)[1]